# 石川歩
石川 歩（いしかわ あゆむ、1988年4月11日 - ）は、富山県魚津市出身のプロ野球選手（投手）。右投右打。千葉ロッテマリーンズ所属。

## 経歴

### プロ入り前
魚津市立本江小学校3年次から本江スポーツ少年団で野球を始める。魚津市立西部中学校では軟式野球部に所属した。
富山県立滑川高等学校では硬式野球部に所属。3年夏の県大会はエースとして3試合に先発するも3回戦で富山第一に3対6で敗れ、甲子園出場はならなかった。1学年下に竹嶋祐貴がいる。もともと高校で野球をやめ、服飾関係の専門学校に進むつもりだったが、周囲に勧められ大学のセレクションを受け合格した。
中部大学に進学後は1年春から公式戦に出場。2年次には春の大学選手権に出場し全国デビュー。秋にはリーグ戦で3勝を挙げ、大学日本代表候補に選ばれるなど飛躍の年となった。4年次にはエースとしてチームを牽引し、春は最優秀防御率(0.69)、秋には5勝を挙げるなど順調に実績を挙げ、プロからも注目されたが志望届は出さず、社会人野球の東京ガスへ進んだ。
東京ガス入社後は春のJABA東京スポニチ大会の予選リーグ初戦（かずさマジック戦）でいきなりの公式戦デビュー。5回2失点で社会人初勝利を挙げ、第82回都市対抗野球大会でも一回戦(伯和ビクトリーズ戦)で先発出場したが、3回4失点でノックアウトされた。プロからの注目度も高まった2年目のシーズンは都市対抗でチームは予選で敗退。石川自身も目立った投球が出来ず補強選手にも選ばれなかった。日本選手権も予選敗退し、10月のドラフト会議では指名漏れした。
「プロを意識するあまり、安定した調子を維持しようと練習量を減らしてしまった」と前年を反省して臨んだ3年目は、ウエイトトレーニングやランニングを徹底的に行ったことで球速が150km/hを突破しコントロールも安定感を増した。都市対抗では2試合に先発し15回を投げ被安打8で1失点と安定した投球を見せ、チームを8強に導き大会優秀選手に選ばれた。9月には東アジア競技大会の日本代表に選出され、クローザーとして4試合に登板し計1失点に抑え優勝に貢献。同年は表彰対象大会で7試合に登板、54回で自責点わずか3に抑え、防御率0.50を記録。年間最優秀防御率表彰を受けた。
2013年10月24日に行われたプロ野球ドラフト会議で読売ジャイアンツと千葉ロッテマリーンズの2球団から1位指名を受け、抽選の結果ロッテが交渉権を獲得。ドラフト会議を東京都大田区内の東京ガス野球部のクラブハウスで見ていた本人は、抽選を引き当てたロッテ監督・伊東勤の、クジをひいた右腕を高くあげたガッツポーズを見て鳥肌がたったと感想を語っている。富山県出身者でドラフト1巡目指名を受けたのは、鈴木将光（富山市出身、2005年広島1巡目）と中澤雅人（富山市出身、2009年ヤクルト1巡目）に次ぐ史上3人目。また、昭和生まれ最後のドラフト1巡目指名を受けた選手でもある。
11月28日に東京都内のホテルで入団交渉を行い、契約金1億円プラス出来高払5000万円、年俸1500万円で合意し（金額は推定）、契約後の記者会見で「これから期待に応えられるような選手になれるように頑張っていきたいと思います」と抱負を語った。背番号は12。

### ロッテ時代
2014年、オープン戦では4試合に登板して防御率1.42と好投し、同期入団の吉田裕太・吉原正平・井上晴哉と共に開幕一軍スタートとなった。開幕3試合目の福岡ソフトバンクホークス戦でプロ初登板初先発となり、同期入団の吉田とのバッテリーを組み、5回2/3を8安打2失点（自責点0）という内容で勝敗は付かなかった。続く4月6日の北海道日本ハムファイターズ戦で9回3安打1失点と好投し、プロ初勝利をプロ初完投で飾った。その後も先発ローテーションを守り、8月5日の東北楽天ゴールデンイーグルス戦でシーズン7勝目を挙げたが、この試合で右手中指の爪を割ってしまい、翌6日に出場選手登録を抹消された。8月23日に実戦復帰、同29日に一軍復帰を果たし、10月1日の埼玉西武ライオンズ戦では9回4安打無四球10奪三振無失点と快投し、シーズン10勝目をプロ初完封で飾った。ルーキーイヤーは一軍で25試合に先発し、パ・リーグの新人では唯一規定投球回に到達。10勝8敗・防御率3.43を記録し、オフに最優秀新人に選出された。契約更改では2200万円増となる推定年俸3700万円でサインした。
2015年も開幕ローテーション入りし、日本ハムとの本拠地開幕戦でシーズン初登板初先発となり、7回3失点で勝利投手となった。4月28日の西武戦では9回2安打無失点で完封勝利を収め、開幕3連勝を記録し、6月30日の楽天戦でも完封勝利を挙げた。この年も規定投球回に到達したものの、7回以上を2失点以下に抑えた試合で3度も敗戦投手となるなど黒星が多く、27試合に先発して12勝12敗・防御率3.27という成績であった。ポストシーズンでは日本ハムとのCSファーストステージ第1戦に先発し、5回2失点で勝利投手となった。オフに3800万円増となる推定年俸7500万円で契約を更改した。
2016年は3年連続で開幕ローテーションに入り、楽天との開幕2カード目の初戦でシーズン初登板初先発。7回4安打1失点の好投で勝利投手となった。しかし、続く先発予定試合を寝違えにより登板回避すると、4月6日に出場選手登録を抹消された。同19日のソフトバンク戦で一軍復帰し、7回1/3を2失点と好投したが、敗戦投手。5月10日のソフトバンク戦では2失点で完投負けを喫したものの、続く同17日の西武戦でも7回1失点と好投し、シーズン3勝目を挙げると、7月2日のオリックス・バファローズ戦で完封勝利を収め、自身7連勝を記録。勝利数と防御率でリーグトップに立つ活躍を見せると、同4日に監督推薦でオールスターに初選出となり、第1戦に登板した。後半戦では2度の完封勝利を記録するなど、レギュラーシーズン終了まで安定した投球を披露。この年は23試合に先発し、5完投（リーグ1位タイ）、3完封（同1位）、14勝5敗・防御率2.16と好成績を残し、最優秀防御率のタイトルを獲得した。ポストシーズンではソフトバンクとのCSファーストステージ第2戦に先発したが、6回途中2失点で敗戦投手となった。シーズン終了後には、11月の日本代表強化試合（詳細後述）に出場し、契約更改では5500万円増となる推定年俸1億3000万円でサインした。
2017年はWBCへの出場（詳細後述）を経て、3月24日にチームへ合流。レギュラーシーズンでは、4月4日の日本ハムとの本拠地開幕戦でシーズン初登板初先発となったが、5回を投げ終えるのに120球を要し、5安打3四球2失点（自責点1）という内容で敗戦投手となった。続く4月11日のオリックス戦でも3回を投げ終えるのに98球を要し、3回8安打2四球5失点（自責点4）で敗戦投手。同18日のソフトバンク戦では5回6失点、開幕3戦で3敗・防御率7.62と振るわず、無期限の二軍再調整となった。5月23日のソフトバンク戦で一軍再昇格となったが、6月6日の中日ドラゴンズ戦で開幕6戦6敗を喫した。続く同13日の横浜DeNAベイスターズ戦で7回1失点と好投し、シーズン初勝利を挙げたものの、7月2日の日本ハム戦では危険球退場。前半戦を終えて1勝8敗・防御率4.45という成績であったが、その後は6失点以上を喫した試合が3度あり、後半戦での先発登板は6試合にとどまった。この年は16試合の先発登板で3勝11敗・防御率5.09と不本意な成績に終わり、オフに2000万円減となる推定年俸1億1000万円で契約を更改した。
2018年はオリックスとの開幕2カード目の初戦でシーズン初登板初先発となり、7回1失点の好投で勝利投手。4月17日のオリックス戦では9回3失点（自責点2）で完投勝利を挙げ、開幕3連勝を記録した。5月1日のソフトバンク戦では7回3失点に抑えながらもシーズン初黒星が記録されると、この試合を含めて自身3戦3敗を喫したものの、その後は6試合連続で1失点以内に抑えて自身6連勝を記録。特に交流戦では4試合に先発して4勝（両リーグ1位）、26回2/3（同2位）、防御率1.01（同3位）と好成績を収め、日本生命賞を受賞した。7月1日終了時点で9勝3敗・防御率2.17を記録すると、2年ぶり2度目となるオールスターに選出され、第2戦に登板した。後半戦は7月24日のソフトバンク戦で右肩の違和感により2回2失点で降板すると、続く同31日の日本ハム戦では初回にプロ野球タイ記録となる1イニング11被安打と打ち込まれ、二死を取った場面で降板。0回2/3・10失点はいずれも自己ワーストであり、翌8月1日に出場選手登録を抹消された。リフレッシュを兼ねた再調整であったが、ランニング中に右足を捻挫して長期離脱。9月21日の西武戦で一軍復帰登板を果たすも、5回6失点（自責点5）で敗戦投手となり、その後の2先発でも6失点と振るわず、この年は21試合に先発して9勝8敗・防御率3.92という成績であった。オフに500万円増となる推定年俸1億1500万円で契約を更改した。
2019年は自身初の開幕投手に抜擢されたが、6回途中4失点で勝敗は付かず、次回登板に向けた調整中に腰痛を発症し、4月4日に出場選手登録を抹消された。同14日の日本ハム戦で一軍復帰を果たし、5回を無失点に抑えるも勝敗は付かず、その後も白星から遠ざかった。5月12日のソフトバンク戦で6回4失点ながらもシーズン初勝利を挙げると、そこから自身3連勝を記録。しかし、6月9日の読売ジャイアンツ戦では4回6失点で敗戦投手となり、同15日には右肘の違和感で出場選手登録を抹消され、精密検査の結果、右尺側手根屈筋炎と診断された。7月10日に中継ぎとして出場選手登録をされ、同日の日本ハム戦、3点リードの5回表から登板。一軍公式戦では初となるリリーフ登板となり、2イニングを無失点に抑えてプロ初ホールドを記録した。8月6日のソフトバンク戦で先発の岩下大輝がベースカバーの際に右足首を捻挫し、1回で緊急降板。3番手として4回表から登板し、4イニングを無失点に抑えると、同13日の日本ハム戦で65日ぶりの先発登板となり、勝敗は付かなかったものの、7回途中1失点と好投。続く8月20日の楽天戦でも8回6安打無四球11奪三振2失点と好投し、79日ぶりの白星を挙げると、その後も好投を続け、先発復帰後は7先発全てでQS、5勝0敗・防御率1.90を記録した。シーズン全体では27試合（17先発）の登板で8勝5敗5ホールド・防御率3.64という成績であり、オフに1000万円減となる推定年俸1億500万円で契約を更改。また、明確な時期は明言しなかったものの、将来的にメジャーリーグ挑戦の意思を球団に伝えた。
2020年は開幕投手が予定されていた美馬学が左脇腹痛を発症、さらに新型コロナウイルス感染拡大の影響で開幕が延期したことで2年連続の開幕投手に抜擢された。この年はリーグワーストタイの被本塁打19を喫し、21試合の先発登板で7勝6敗・防御率4.25という成績にとどまったものの、過密日程のシーズンながら離脱することなく先発ローテーションを守り、リーグ最多の133回1/3を投げ、イニングイーターとしてチームの2位躍進に貢献した。オフに500万円増となる年俸1億1000万円で契約を更改した。
2021年は春季キャンプを二軍でスタートし、開幕ローテーション入りに向けて調整を進めていたが、下半身のコンディション不良により2月末の遠征ではチームから離れ、調整が遅れた。プロ入り後初めて開幕ローテーション入りを逃し、シーズン初登板は4月13日までずれ込んだ。5月は3先発全てで4失点以上を喫すると、5月24日に出場選手登録を抹消され、6月3日に右肘関節クリーニング手術を受けた。8月18日の二軍戦で実戦復帰し、この日は一死しか取れずに6安打2四球7失点だったが、その後は順調に調整を進め、9月1日の二軍戦では5回4安打2失点（自責点0）と好投。9月9日のオリックス戦で一軍復帰登板を果たし、復帰後は安定したピッチングを披露。10月14日のオリックス戦では2018年4月17日以来となる完投勝利を挙げると、続く同24日の日本ハム戦でも8回無失点と好投し、優勝争いをするチームの中で存在感を見せた。手術の影響でレギュラーシーズンは12試合の先発登板にとどまったものの、6勝3敗・防御率3.38を記録。ポストシーズンでもCSファイナルステージ第1戦に先発し、7回1失点と好投した。以前に意思を表明していたポスティングによるメジャーリーグ挑戦、さらにはシーズン中に取得した国内FA権の行使も含め、オフの動向が注目されていたが、12月4日に国内FA権を行使せずロッテに残留することを表明。同10日の契約更改交渉では4000万円増となる推定年俸1億5000万円の2年契約にサインをした。
2022年は2年ぶり3度目となる開幕投手を務め、楽天との開幕戦に先発し、7回無失点の好投で勝利投手となった。その後も先発ローテーションを守り、11先発で防御率1.81と安定した投球を披露していたが、腰痛により6月15日に登録抹消。7月13日の西武戦で一軍復帰登板となり、7回2失点と好投したものの、打線の援護が無く、敗戦投手となった。続く同20日の西武戦では6回3失点で勝利投手となったが、2本の本塁打を打たれ、その後も被本塁打による失点が目立った。9月6日の西武戦では3者連続本塁打を許し、続く同13日の日本ハム戦でも4回2/3を10安打7失点と打ち込まれると、上半身のコンディション不良で9月17日に出場選手登録を抹消された。そのままシーズンを終えることとなり、この年は20試合の先発登板で7勝7敗・防御率2.93という成績であった。
2023年は2年連続の開幕投手に内定していたが、右上肢のコンディション不良で開幕投手を回避した。その後は長らく実戦から離れ、この年初めての実戦登板は8月20日となった。最終的に、この年はプロ入り後初めて一軍登板が無く、二軍でも3試合の登板で防御率7.71という成績であった。シーズン終了後の10月25日、右肩の有痛性ベネット病変と関節唇損傷と診断されていたことと、24日に骨棘の切除と後方関節包の切開を行い、関節唇のクリーニング手術を受けたことが球団から発表された。10月31日に育成契約を前提に自由契約となったことが発表され、11月30日に育成選手として再契約した。推定年俸は4000万円減となる1億1000万円となり、背番号は122となった。
2024年は二軍で8試合に登板し、25イニングを投げて2勝0敗、防御率1.08を記録。6月24日に支配下復帰を果たし、背番号も再び12に戻った。そして6月30日のオリックス・バファローズ戦で先発で2022年9月13日の北海道日本ハムファイターズ戦以来656日ぶりの一軍復帰登板を果たし、5回3安打無失点で2022年8月31日以来669日ぶりの勝利投手となった。

## 代表

### 第4回WBC
2016年11月に開催された侍ジャパン 野球オランダ代表 野球メキシコ代表 強化試合の日本代表に選出され、同12日のオランダ戦に先発した。
さらに2017年3月に開催された第4回WBCの日本代表にも選出され、1次ラウンドのキューバ戦、2次ラウンドのオランダ戦に先発登板した。

## 選手としての特徴
常時セットポジションからややインステップ気味に踏み込んで投げ下ろすスリークォーター投手。まとまった制球と、フォームの安定感には定評があり、クイック・牽制・バント処理なども優れている。投手としてのバランスが良く、岸孝之に似たタイプで、大崩れせずに試合が作れる先発完投型の投手。
平均球速約142km/h、最速154km/hのストレートと、縦に大きく割れるスローカーブ、左打者の外に逃げていくシンカーなどを軸に投球を組み立てる。他にスライダーも交える。本人は、自分の武器はストレートだと語っている。

## 人物
子供の頃から中日ドラゴンズのファンだった。ドラフト抽選では読売ジャイアンツとの抽選となったが、「これは本当に本心でロッテに引いてほしかった。（中日ファンなので）セ・リーグには行きたくなかった」と入団後のインタビューで明らかにした。また「バッティングが嫌いなので（投手も打席につく）セ・リーグに行きたくなかった」とも「水曜日のダウンタウン」（2016年2月24日放映）で語っている。
契約時の会見で、同じ東京ガス硬式野球部出身の美馬学には負けたくないと語っている。なお、美馬が2020年にロッテに移籍してきたことで、プロでも同僚となった。
ドラフト当時、身長186cm、体重73kgとかなりの細身だったが、この体重ではプロで戦うには厳しいと入団までの2か月間に食事量とウエイトトレーニングを増やし、新人合同自主トレ開始時には体重を81kgまで増やした。それまで着ていた服はほとんど着られなくなったという。
好物は天ぷら。春季キャンプ中の息抜きに天ぷらの専門書を読んでいる様子が、チーム広報によって紹介されたこともある。
ロッテのチームメイトからは、苗字から石川五右衛門にちなみ「ゴエモン（さん）」と呼ばれている。ヒーローインタビューでは、歌舞伎の演目「楼門五三桐」での石川五右衛門の名科白にちなんで「絶景です」が決め台詞となっている。
趣味はサウナで、各遠征先に行きつけのサウナがある。球界でも屈指のサウナ好きであり、サウナ雑誌のweb版「SAUNA BROS. WEB」では、「石川歩のととのう日記」というタイトルで連載をもつほど。他にも、球団SNSで行われたQ&A企画で「富山のおすすめスポットは何ですか？」と聞かれた際には「辻わくわくランドですね。スーパー銭湯です」と答える、2022年に球団から発売された各選手直筆のメッセージフェイスタオルには、サウナ用語である「ととのう」と書くなど、様々なエピソードをもつ。また、ゴルフも趣味であり、ベストスコアは90台前半。

## 詳細情報

### 年度別投手成績
| 年 度      | 球 団      | 登 板 | 先 発 | 完 投 | 完 封 | 無 四 球 | 勝 利 | 敗 戦 | セ 丨 ブ | ホ 丨 ル ド | 勝 率 | 打 者 | 投 球 回 | 被 安 打 | 被 本 塁 打 | 与 四 球 | 敬 遠 | 与 死 球 | 奪 三 振 | 暴 投 | ボ 丨 ク | 失 点 | 自 責 点 | 防 御 率 | W H I P |
| ---------- | ---------- | ----- | ----- | ----- | ----- | -------- | ----- | ----- | -------- | ----------- | ----- | ----- | -------- | -------- | ----------- | -------- | ----- | -------- | -------- | ----- | -------- | ----- | -------- | -------- | ------- |
| 2014       | ロッテ     | 25    | 25    | 2     | 1     | 1        | 10    | 8     | 0        | 0           | .556  | 669   | 160.0    | 165      | 10          | 37       | 0     | 4        | 111      | 3     | 0        | 72    | 61       | 3.43     | 1.26    |
| 2015       | ロッテ     | 27    | 27    | 3     | 2     | 0        | 12    | 12    | 0        | 0           | .500  | 751   | 178.2    | 191      | 15          | 34       | 0     | 5        | 126      | 2     | 0        | 68    | 65       | 3.27     | 1.26    |
| 2016       | ロッテ     | 23    | 23    | 5     | 3     | 1        | 14    | 5     | 0        | 0           | .737  | 643   | 162.1    | 142      | 16          | 22       | 0     | 6        | 104      | 4     | 0        | 40    | 39       | 2.16     | 1.01    |
| 2017       | ロッテ     | 16    | 16    | 1     | 0     | 1        | 3     | 11    | 0        | 0           | .214  | 424   | 97.1     | 113      | 9           | 23       | 0     | 2        | 73       | 0     | 0        | 62    | 55       | 5.09     | 1.40    |
| 2018       | ロッテ     | 21    | 21    | 1     | 0     | 0        | 9     | 8     | 0        | 0           | .529  | 559   | 133.1    | 137      | 15          | 29       | 1     | 3        | 77       | 0     | 0        | 61    | 58       | 3.92     | 1.25    |
| 2019       | ロッテ     | 27    | 17    | 0     | 0     | 0        | 8     | 5     | 0        | 5           | .615  | 503   | 118.2    | 129      | 9           | 28       | 1     | 4        | 81       | 2     | 0        | 50    | 48       | 3.64     | 1.32    |
| 2020       | ロッテ     | 21    | 21    | 0     | 0     | 0        | 7     | 6     | 0        | 0           | .538  | 555   | 133.1    | 138      | 19          | 26       | 0     | 4        | 77       | 3     | 0        | 65    | 63       | 4.25     | 1.23    |
| 2021       | ロッテ     | 12    | 12    | 2     | 0     | 1        | 6     | 3     | 0        | 0           | .667  | 310   | 80.0     | 73       | 10          | 9        | 0     | 0        | 42       | 0     | 0        | 30    | 30       | 3.38     | 1.03    |
| 2022       | ロッテ     | 20    | 20    | 0     | 0     | 0        | 7     | 7     | 0        | 0           | .500  | 504   | 123.0    | 128      | 12          | 20       | 0     | 4        | 67       | 0     | 0        | 48    | 40       | 2.93     | 1.20    |
| 2024       | ロッテ     | 5     | 5     | 0     | 0     | 0        | 3     | 1     | 0        | 0           | .750  | 105   | 24.1     | 30       | 2           | 6        | 0     | 1        | 11       | 0     | 0        | 10    | 10       | 3.70     | 1.48    |
| 通算：10年 | 通算：10年 | 197   | 187   | 14    | 6     | 4        | 79    | 66    | 0        | 5           | .544  | 5023  | 1211.0   | 1246     | 117         | 234      | 2     | 33       | 769      | 14    | 0        | 506   | 469      | 3.49     | 1.22    |

- 2024年度シーズン終了時
- 各年度の太字はリーグ最高

### 年度別投手（先発）成績所属リーグ内順位
| 年 度 | 年 齢 | リ ｜ グ   | 完 投 | 完 封 | 勝 利 | 勝 率 | 投 球 回 | 奪 三 振 | 防 御 率 |
| ----- | ----- | ---------- | ----- | ----- | ----- | ----- | -------- | -------- | -------- |
| 2014  | 26    | パ・リーグ | 8位   | 6位   | 8位   | -     | 8位      | -        | 8位      |
| 2015  | 27    | パ・リーグ | 2位   | 2位   | 3位   | -     | 3位      | 6位      | 6位      |
| 2016  | 28    | パ・リーグ | 1位   | 1位   | 2位   | 3位   | 8位      | -        | 1位      |
| 2017  | 29    | パ・リーグ | -     | -     | -     | -     | -        | -        | -        |
| 2018  | 30    | パ・リーグ | -     | -     | -     | -     | -        | -        | -        |
| 2019  | 31    | パ・リーグ | -     | -     | -     | -     | -        | -        | -        |
| 2020  | 32    | パ・リーグ | -     | -     | -     | -     | 1位      | -        | -        |
| 2021  | 33    | パ・リーグ | 4位   | -     | -     | -     | -        | -        | -        |
| 2022  | 34    | パ・リーグ | -     | -     | -     | -     | -        | -        | -        |
| 2024  | 36    | パ・リーグ | -     | -     | -     | -     | -        | -        | -        |

- -は10位未満（防御率は規定投球回未満も-と表記）

### WBCでの投手成績
| 年 度 | 代 表 | 登 板 | 先 発 | 勝 利 | 敗 戦 | セ ｜ ブ | 打 者 | 投 球 回 | 被 安 打 | 被 本 塁 打 | 与 四 球 | 敬 遠 | 与 死 球 | 奪 三 振 | 暴 投 | ボ ｜ ク | 失 点 | 自 責 点 | 防 御 率 |
| ----- | ----- | ----- | ----- | ----- | ----- | -------- | ----- | -------- | -------- | ----------- | -------- | ----- | -------- | -------- | ----- | -------- | ----- | -------- | -------- |
| 2017  | 日本  | 2     | 2     | 1     | 0     | 0        | 30    | 7.0      | 7        | 2           | 2        | 0     | 0        | 2        | 0     | 0        | 6     | 6        | 7.71     |

### 年度別守備成績
| 年 度 | 球 団  | 投手  | 投手  | 投手  | 投手  | 投手  | 投手     |
| 年 度 | 球 団  | 試 合 | 刺 殺 | 補 殺 | 失 策 | 併 殺 | 守 備 率 |
| ----- | ------ | ----- | ----- | ----- | ----- | ----- | -------- |
| 2014  | ロッテ | 25    | 6     | 31    | 1     | 2     | .974     |
| 2015  | ロッテ | 27    | 11    | 26    | 0     | 1     | 1.000    |
| 2016  | ロッテ | 23    | 10    | 30    | 2     | 1     | .952     |
| 2017  | ロッテ | 16    | 12    | 24    | 2     | 3     | .947     |
| 2018  | ロッテ | 21    | 10    | 33    | 0     | 1     | 1.000    |
| 2019  | ロッテ | 27    | 8     | 18    | 0     | 2     | 1.000    |
| 2020  | ロッテ | 21    | 5     | 27    | 1     | 2     | .970     |
| 2021  | ロッテ | 12    | 4     | 18    | 0     | 1     | 1.000    |
| 2022  | ロッテ | 20    | 8     | 31    | 1     | 4     | .975     |
| 2024  | ロッテ | 5     | 1     | 5     | 0     | 0     | 1.000    |
| 通算  | 通算   | 197   | 75    | 243   | 7     | 17    | .978     |

- 2024年度シーズン終了時
- 各年度の太字はリーグ最高

### タイトル
- 最優秀防御率：1回（2016年）

### 表彰
- 新人王（2014年）
- 月間MVP：2回（投手部門：2015年9月[180]、2020年8月[181]）
- 最優秀バッテリー賞：1回（2016年 捕手：田村龍弘）
- セ・パ交流戦 日本生命賞：1回（2018年）
- 日本プロスポーツ大賞 新人賞（2014年）[182]

### 記録
初記録
投手記録
- 初登板・初先発：2014年3月30日、対福岡ソフトバンクホークス3回戦（福岡 ヤフオク!ドーム）、5回2/3を2失点（自責0）で勝敗つかず
- 初奪三振：同上、1回裏に松田宣浩から空振り三振
- 初勝利・初先発勝利・初完投・初完投勝利：2014年4月6日、対北海道日本ハムファイターズ3回戦（QVCマリンフィールド）、9回3安打1失点
- 初完封勝利：2014年10月1日、対埼玉西武ライオンズ24回戦（QVCマリンフィールド）、9回4安打10奪三振無四球
- 初ホールド：2019年7月10日、対北海道日本ハムファイターズ10回戦（ZOZOマリンスタジアム）、3番手で救援登板、2回無失点

打撃記録
- 初打席：2014年5月24日、対読売ジャイアンツ2回戦（QVCマリンフィールド）、3回裏に菅野智之から見逃し三振
- 初安打：同上、5回裏に菅野智之から遊撃内野安打

節目の記録
- 1000投球回：2021年4月27日、対埼玉西武ライオンズ4回戦（メットライフドーム）、4回裏一死目に森友哉を左飛 ※史上358人目[183]

その他の記録
- 入団から3年連続2桁勝利（2014年 - 2016年）※球団史上初[184]
- 1イニング11被安打：2018年7月31日、対北海道日本ハムファイターズ16回戦 ※NPB記録
- 開幕投手：3回（2019年、2020年、2022年）
- オールスターゲーム出場：2回（2016年、2018年）

### 背番号
- 12（2014年 - 2023年、2024年6月24日 - ）
- 122（2024年 - 同年6月23日）

### 登場曲
- 「Timber」Pitbull ft. Ke$ha（2014年）
- 「白い雲のように」猿岩石（2015年）
- 「Till I Collapse」EMINEM（2017年）
- 「Love Never Felt So Good」Michael Jackson, Justin Timberlake（2016年、2018年 - 2021年、2024年 - ）
- 「Where Is The Love?」The Black Eyed Peas（2022年）

### 代表歴
- 2013年東アジア競技大会野球日本代表
- 2017 ワールド・ベースボール・クラシック日本代表